# Dick Smith
Richard Emerson Smith, detto Dick (Larchmont, 26 giugno 1922 – Los Angeles, 30 luglio 2014), è stato un truccatore statunitense, considerato un pioniere del trucco prostetico.
Conosciuto per aver lavorato sul set di film come Il piccolo grande uomo, Il padrino, L'esorcista, Taxi Driver e Scanners, nel 1985 ricevette il Premio Oscar al miglior trucco per Amadeus e, nel 2012, venne premiato con l'Oscar onorario per la sua carriera nel campo della cinematografia.

## Biografia
Smith nacque a Lanchmont, New York, figlio di Coral Brown e Richard Roy Smith, studiò alla Wooster School di Danbury, nel Connecticut, e alla Yale University, dove seguì un corso propedeutico allo studio della medicina, con l'intenzione di diventare un dentista, finendo però per laurearsi in zoologia. Durante questo periodo, in seguito alla lettura di un libro sul trucco per teatro, intitolato Paint, Paste and Make-up, nacque il suo interesse per quelle tecniche cominciò a sperimentarle con lo Yale Drama Group. Una volta laureatosi, Smith fu richiamato per il servizio di leva per l'esercito degli Stati Uniti d'America durante la seconda guerra mondiale.

## Gli esordi televisivi
Smith, dopo la fine della guerra, cominciò a lavorare a tempo pieno nel settore del trucco, totalmente da autodidatta. Propose i suoi lavori alle grandi industrie cinematografiche ma venne respinto e suo padre gli consigliò di tentare con il nuovo settore emergente, la televisione. Lì trovò il successo come primo direttore del trucco presso WNBC, la stazione NBC di New York, e vi lavorò per quattordici anni, spesso sotto il produttore David Susskind. Smith fu pioniere nello sviluppo del trucco prostetico, oggi noto come make-up effects, lavorando principalmente nella cantina di casa sua, a Larchmont, un quartiere dove tra l'altro trascorse gran parte della vita. In un'intervista del 2008 Smith disse che, contrariamente a lui, i suoi colleghi "tendevano ad essere riservati. Non è che ci fosse tanto lavoro come truccatore a New York, e Hollywood dava perfino l'impressione di essere su un altro pianeta. I truccatori non erano entusiasti di condividere nulla; e tutti lo scoraggiavano".
All'epoca le maschere facciali prostetiche erano composte da un unico pezzo, Smith cominciò invece a realizzarle in tre parti divise, prodotte in schiuma di lattice. Questa tecnica innovativa permetteva agli attori di avere una maggiore libertà nelle espressioni facciali. Nonostante le critiche che inizialmente ricevette dai colleghi truccatori, la tecnica di Smith si dimostrò più efficace e, ancora oggi, gli standard del make up prostetico si basano sul lavoro di Smith, stando a quello che il suo epigone Rick Baker ha dichiarato in un'intervista del 2007.
Per l'adattamento televisivo di La luna e sei soldi (1959), venne richiesto a Smith di trasformare Laurence Olivier in un malato di lebbra: "Quando finii il trucco, Laurence Oliver si guardò allo specchio e disse: 'Dick ha recitato per me', non scorderò mai le sue parole." Un altro lavoro di Smith agli esordi fu nella serie televisiva Way Out (1961), un programma che ebbe breve durata simile a Twilight Zone, prodotto da Susskind a New York e condotto da Roald Dahl. Il makeup più memorabile fu quello realizzato per l'attore Barry Morse, che doveva interpretare un uomo a cui erata stata cancellata metà faccia tramite una fialetta di fluido per il ritocco fotografico, in grado di agire anche sulle persone quando veniva versata su una loro foto. In un altro episodio di Way Out il trucco da gobbo di Notre-Dame, realizzato da Smith, rimaneva permanentemente fissato su un personaggio malvagio, condannatocosì a rimanere nel ruolo per sempre. Smith contribuì a tutti i 14 episodi della serie Way Out, e ad altri show televisivi nel corso degli anni '60.
Nel 1965 Smith pubblicò un libro intitolato Dick Smith's Do-It-Yourself Monster Make-up Handbook, un'edizione speciale della famosa serie di riviste Famous Monsters of Filmland di Forrest J. Ackerman.
Nel 1967, venne affidato a Smith il trucco per due episodi della soap opera Dark Shadows; nella storia, il vampiro Barnabas Collins, interpretato da Jonathan Frid, era sotto trattamento medico per diventare un essere umano. L'esperimento finiva drasticamente male, portando Barnabas a un rapido invecchiamento precoce, fino ad apparire come un uomo di 175 anni. Smith dichiarò che creare il trucco per Dark Shadows si rivelò un'ottima preparazione per il makeup del film Il Piccolo grande Uomo.

## Fine anni '60-1975

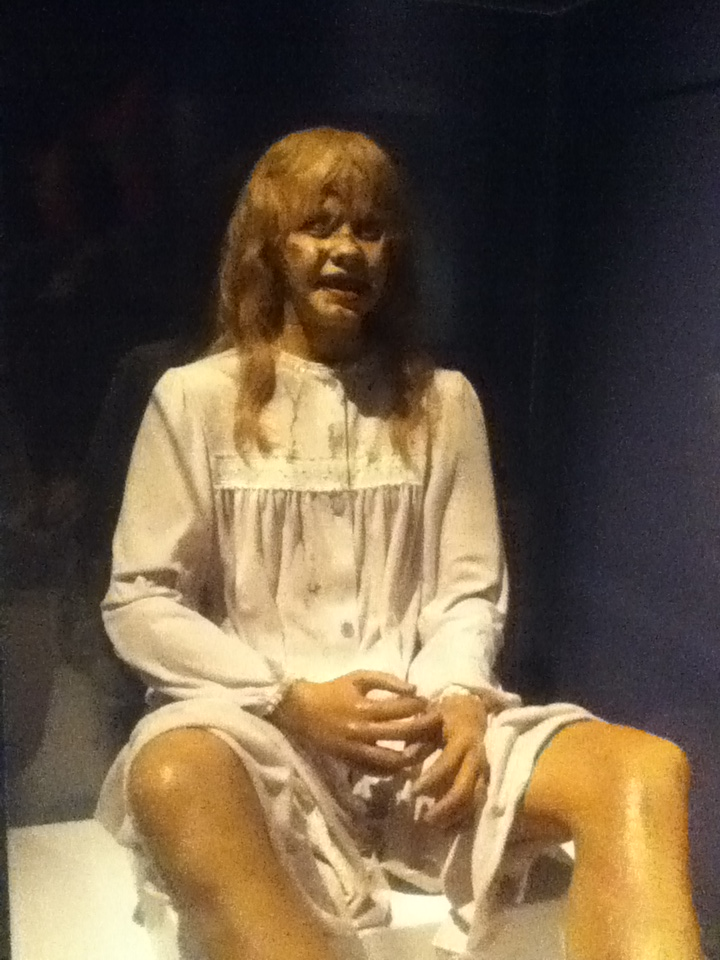
Il manichino realizzato da Smith per L'esorcista (Museum of the Moving Image, New York)

Nel film Il piccolo grande uomo (1970) il poco più che trentenne Dustin Hoffman recitava la parte di un pioniere allevato dagli indiani e, a un certo punto del film, doveva apparire estremamente invecchiato. "Nel libro originale, il personaggio di Dustin ha 110 anni" disse Smith, "ma il regista Arthur Penn chiese inaspettatamente di farlo sembrare un centuventunenne. Lavorai sei settimane al make-up per l'invecchiamento, usando riferimenti fotografici per ognuna delle rughe presenti nel trucco". Smith consultò anche il truccatore australiano Roy Ashton, che nel film L'uomo che ingannò la morte (1959) truccò l'attore Anton Diffring facendolo apparire estremamente anziano.
Nel film Il padrino (1972) Smith dovette usare delle tecniche alternative per invecchiare Don Corleone, dato che Marlon Brando era contrario all'uso del trucco prostetico a causa del lungo tempo necessario per applicarlo. Usò l'effetto stripple sul viso di Brando partendo dal contorno occhi. Una protesi dentale, chiamata "the plumper", serviva a dare quell'effetto effetto di caduta sulle guance che divenne un carattere distintivo del personaggio. Per le scene in cui gli attori dovevano sanguinare per i colpi d'arma da fuoco, Smith dichiarò di "aver ideato il primo effetto speciale per il sanguinamento, nascondendo delle sacche di finto sangue sotto uno strato di lattice; con una miccia si faceva detonare la sacca, permettendo al sangue di fuoriuscire tramite un buco preinciso al centro dello strato di lattice."
Per il film Conoscenza carnale (1971) il regista Mike Nichols originariamente scelse l'attrice Karen Black per il ruolo di Voluptuous Bobbie. In una scena di nudo il regista chiese a Smith, che era stato assunto per creare un effetto di invecchiamento per i personaggi maschili, di creare dei seni artificiali per la Black. Ma Nichols, non soddisfatto di come si muovevano le protesi, decise di sostituire l'attrice Karen Black con Ann Margret, che aveva un abbondante seno naturale. Smith riciclò però il trucco di prostetica dei seni in schiuma di gomma per il film La fabbrica delle mogli (1975) sull'attrice Katharine Ross.
Smith fu anche uno dei primi pionieri dell'uso, sul set, del makeup combinato agli effetti speciali, iniziando con L'esorcista (1973). L'abilità di Smith venne riconosciuta e apprezzata grazie alla varietà e all'inventiva dei molti effetti speciali che realizzò per L'esorcista. "L'esorcista fu veramente un punto di svolta per gli effetti speciali del trucco," dichiarò Rick Baker, che cominciò la sua carriera di truccatore come assistente di Smith su quel set, in un'intervista al Washington Post del 2007, "Dick dimostrò che il make-up non era solo un mezzo per far sembrare le persone più vecchie o spaventose, ma che aveva molte altre possibilità d'uso. Trovò un modo per far gonfiare gli ematomi sullo stomaco di Linda (Blair), per farle girare la testa a 360 gradi e per creare le scene del vomito." Per l'effetto della testa girevole, Smith, con la collaborazione del designer di effetti meccanici Marcel Vercoutere, creò un manichino meccanico.

## Gli anni 1975-1989

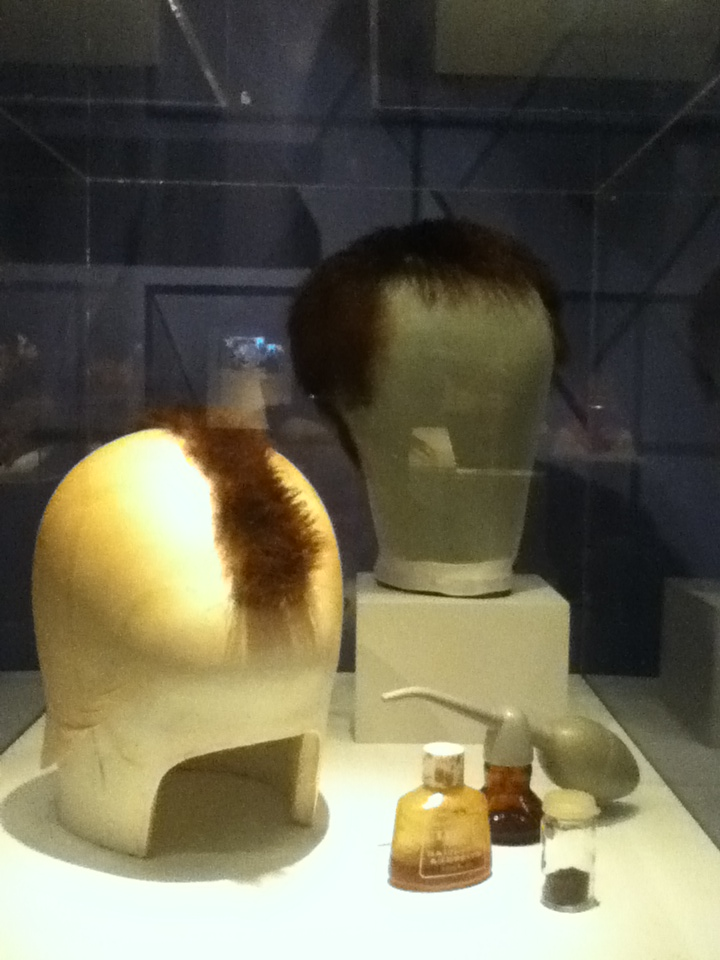
Parrucca realizzata da Smith per il personaggio interpretato da Robert De Niro in Taxi Driver (Museum of the Moving Image, New York)

Smith creò il trucco per Travis Bickle, il personaggio interpretato da Robert De Niro in Taxi Driver (1976), realizzò anche gli effetti per la scena finale con gli attori ricoperti di sangue.
Con Paul LeBlanc vinse il Premio Oscar al miglior trucco per il film Amadeus (1984), in cui truccò l'allora quarantaquattrenne F. Murray Abraham che interpretava il personaggio di Antonio Salieri. "Quando guardai il mio volto allo specchio, mi sentii completamente convincente," commentò Murray Abraham. "Anche quando i personaggi erano incredibilmente strani, ho sempre cercato di renderli credibili. Gli attori devono sentirsi come se fossero davvero i personaggi che interpretano. Io penso che il mio lavoro abbia aiutato molti di loro a raggiungere questa sensazione" ha dichiarato Smith in un'intervista.
Smith ricevette una seconda nomination agli Oscar per il suo lavoro sul film Dad - Papà (1989), dove gli venne richiesto di invecchiare Jack Lemmon, allora sessantenne, in modo che sembrasse un ottantenne.

## Dagli anni '90 ad oggi
Gli ultimi film a cui ha partecipato Smith sono stati La morte ti fa bella (1992), Forever Young (1992) e Il mistero della casa sulla collina (1999), l'ultimo in cui è stato accreditato. Negli anni successivi, Smith si dedicò a insegnare le sue tecniche a giovani truccatori emergenti.
Nel 2011 Smith è stato premiato con un Oscar ad Honorem come riconoscimento per la sua carriera lavorativa, è stato il primo truccatore a ricevere un tale prestigioso premio.
Dick Smith è morto a Los Angeles il 30 luglio 2014, all'età di 92 anni, lasciando due figli.

## Filmografia parziale
- The Cowboy and the Blonde, regia di Ray McCarey (1941) - non accreditato
- Il nemico di fuoco (The Flame Barrier), regia di Paul Landres (1958)
- Un uomo da marciapiede (Midnight Cowboy), regia di John Schlesinger (1969)
- Il piccolo grande uomo (Little Big Man), regia di Arthur Penn (1970)
- Chi è Harry Kellerman e perché parla male di me? (Who Is Harry Kellerman and Why Is He Saying Those Terrible Things About Me?), regia di Ulu Grosbard (1971)
- Il padrino (The Godfather), regia di Francis Ford Coppola (1972)
- L'esorcista (The Exorcist), regia di William Friedkin (1973)
- Il padrino - Parte II (The Godfather: part II), regia di Francis Ford Coppola (1974)
- I ragazzi irresistibili (The Sunshine Boy), regia di Herbert Ross (1975)
- Taxi Driver, regia di Martin Scorsese (1976)
- Il maratoneta (Marathon Man), regia di John Schlesinger (1976)
- Il cacciatore (The Deer Hunter), regia di Michael Cimino (1978)
- Scanners, regia di David Cronenberg (1981)
- I falchi della notte (Nighthawks), regia di Bruce Malmuth (1981)
- Starman, regia di John Carpenter (1984)
- Amadeus, regia di Miloš Forman (1984)
- La morte ti fa bella (Death Becomes Her), regia di Robert Zemeckis (1992)
- Il mistero della casa sulla collina (House on Haunted Hill), regia di William Malone (1999)